# Edward Smouha
Edward Smouha, född 17 december 1909 i Chorlton-cum-Hardy i Greater Manchester, död 1 april 1992 i Genève, var en brittisk friidrottare.
Smouha blev olympisk bronsmedaljör på 4 x 100 meter vid sommarspelen 1928 i Amsterdam.